# Niki Xanthou
Niki Xanthou (grško Νίκη Ξάνθου), grška atletinja, * 11. oktober 1973, Rodos, Grčija.
Nastopila je na poletnih olimpijskih igrah v letih 1996, 2000 in 2004, najboljšo uvrstitev je dosegla leta 1996 s četrtim mestom v skoku v daljino. Na svetovnih prvenstvih je osvojila srebrno medaljo leta 1997, na evropskih dvoranskih prvenstvih pa naslov prvakinje leta 2002.